# Ronkẹ Adékoluẹjo
Ronkẹ Adékoluẹjo is een Engels actrice. Zij speelde in diverse films en series, waaronder Christopher Robin, Chevalier en Alex Rider.

## Filmografie

### Film
- 2014: Broken, als Sabrina
- 2016: One Crazy Thing, als buspassagier
- 2017: Stay the Burning
- 2017: Lascivious Grace, als Demi-Lea Sadler
- 2018: Been So Long, als Yvonne
- 2018: Christopher Robin, als Katherine Dane
- 2018: Ready Player One, als Sorrento's assistente
- 2018: Found, als Bab
- 2019: Cyprus Avenue, als Bridget
- 2020: The Big Other, als Amina
- 2020: The Forgotten C, als Mary
- 2021: Ear for Eye, als vriendin uit Engeland
- 2022: Chevalier, als Nanon
- 2023: Guests, als Cecelia
- 2024: The Launch, als Sabrina
- 2024: Demons, als Reverent Mary
- 2025: Dreamers, als Isio
- 2025: National Theatre Live: The Importance of Being Earnest, als Gwendolen Fairfax

### Televisie
- 2014: Suspects, als Carrie Evans
- 2015: Chewing Gum, als Amy
- 2016: NW, als Grace
- 2016: Cold Feet, als Bridie Sellers
- 2016: Josh, als politievrouw
- 2017: Sick Note, als verpleegster
- 2017: Doctor Who, als Penny
- 2018: Cuckoo, als manager arbeidscentrum
- 2018: Black Earth Rising, als secretaris van Alice
- 2020: Soulmates, als Carly
- 2021: Big Age, als Ṣadé
- 2020-2024: Alex Rider, als Jack Starbright
- 2023: Rain Dogs, als Gloria